# Thằn lằn bay Đông Dương
Thằn lằn bay Đông Dương (danh pháp: Draco indochinensis) là một loài thằn lằn trong họ Agamidae. Loài này được Smith mô tả khoa học đầu tiên năm 1928.